# Hanno Selg
Hanno Selg (Tartu, 31 de maio de 1932 — 2 de outubro de 2019) foi um pentatleta estoniano, medalhista olímpico.
Selg morreu em 2 de outubro de 2019, aos 87 anos de idade.

## Carreira
Hanno Selg representou a União Soviética nos Jogos Olímpicos de 1960, competição na qual conquistou a medalha de prata, por equipes.